# Biegi narciarskie na Zimowym Olimpijskim Festiwalu Młodzieży Europy 2013
Zawody w biegach narciarskich na Zimowym Olimpijskim Festiwalu Młodzieży Europy 2013 odbyły się w dniach 17 lutego - 19 lutego 2013 w rumuńskim Braszowie. Podczas mistrzostw rozegranych zostało sześć konkurencji indywidualnych i jedna drużynowa. Zawody odbywały się na trasach w Valea Râşnoavei Sport Center w Predeal.

## Wyniki
| Pozycja | Zawodnik              | Narodowość |
| ------- | --------------------- | ---------- |
|         | Aksel Rosenvinge      | Norwegia   |
|         | Eirik Sverdrup Augdal | Norwegia   |
|         | Lauri Vuorinen        | Finlandia  |
| 4.      | Jewgienij Wachruszew  | Rosja      |
| 5.      | Marius Cebulla        | Niemcy     |
| 6.      | Miha Šimenc           | Słowenia   |

| Pozycja | Zawodniczka         | Narodowość |
| ------- | ------------------- | ---------- |
|         | Victoria Carl       | Niemcy     |
|         | Natalja Niepriajewa | Rosja      |
|         | Anamarija Lampič    | Słowenia   |
| 4.      | Tiril Udnes Weng    | Norwegia   |
| 5.      | Julija Biełorukowa  | Rosja      |
| 6.      | Lotta Udnes Weng    | Norwegia   |

| Pozycja | Zawodnik              | Narodowość | Czas    |
| ------- | --------------------- | ---------- | ------- |
|         | Aleksiej Czerwotkin   | Rosja      | 24:25,0 |
|         | Jewgienij Wachruszew  | Rosja      | +33,6   |
|         | Ole Jørgen Bruvoll    | Norwegia   | +14,6   |
| 4.      | Eirik Sverdrup Augdal | Norwegia   | +1:04,7 |
| 4.      | Jean Tiberghien       | Francja    | +1:04,7 |
| 6.      | Marius Cebulla        | Niemcy     | +1:09,5 |

| Pozycja | Zawodniczka        | Narodowość | Czas    |
| ------- | ------------------ | ---------- | ------- |
|         | Victoria Carl      | Niemcy     | 20:15,3 |
|         | Anastasija Siedowa | Rosja      | +36,4   |
|         | Anamarija Lampič   | Słowenia   | +50,2   |
| 4.      | Katharina Hennig   | Niemcy     | +1:17,3 |
| 5.      | Tiril Udnes Weng   | Norwegia   | +1:19,1 |
| 6.      | Julija Biełorukowa | Rosja      | +1:19,9 |

| Pozycja | Zawodnik              | Narodowość | Czas    |
| ------- | --------------------- | ---------- | ------- |
|         | Aleksiej Czerwotkin   | Rosja      | 18:49,4 |
|         | Ole Jørgen Bruvoll    | Norwegia   | +9,5    |
|         | Marius Cebulla        | Niemcy     | +21,8   |
| 4.      | Eirik Sverdrup Augdal | Norwegia   | +29,1   |
| 5.      | Axel Ekström          | Szwecja    | +35,4   |
| 6.      | Jean Tiberghien       | Francja    | +56,2   |

| Pozycja | Zawodniczka         | Narodowość | Czas    |
| ------- | ------------------- | ---------- | ------- |
|         | Anastasija Siedowa  | Rosja      | 13:54,0 |
|         | Victoria Carl       | Niemcy     | +2,1    |
|         | Natalja Niepriajewa | Rosja      | +3,7    |
| 4.      | Katharina Hennig    | Niemcy     | +20,6   |
| 5.      | Anamarija Lampič    | Słowenia   | +26,0   |
| 6.      | Emilia Myllykoski   | Finlandia  | +57,9   |

| Pozycja | Państwo    | Zawodnicy                                                                    | Czas      |
| ------- | ---------- | ---------------------------------------------------------------------------- | --------- |
|         | Rosja      | Aleksandr Bakanow Aleksiej Czerwotkin Natalja Niepriajewa Anastasija Siedowa | 56:09,7   |
|         | Niemcy     | Victoria Carl Marius Cebulla Katharina Hennig Adrian Schuler                 | 57:36,9   |
|         | Norwegia   | Eirik Sverdrup Augdal Ole Jørgen Bruvoll Lotta Udnes Weng Tiril Udnes Weng   | 58:35,9   |
| 4.      | Finlandia  | Joni Mäki Johanna Matintalo Emilia Myllykoski Lauri Vuorinen                 | 59:39,8   |
| 5.      | Szwajcaria | Stefanie Arnold Giacomo Bassetti Lydia Hiernickel Cedric Steiner             | 1:00:23,9 |
| 6.      | Słowenia   | Anita Klemenčič Anamarija Lampič Lovro Malnar Miha Šimenc                    | 1:00:43,3 |

## Klasyfikacja medalowa
| Miejsce | Państwo   |   |   |   | złoto · srebro · brąz |
| ------- | --------- | - | - | - | --------------------- |
| 1.      | Rosja     | 4 | 3 | 1 | 8                     |
| 2.      | Niemcy    | 2 | 2 | 1 | 5                     |
| 3.      | Norwegia  | 1 | 2 | 2 | 5                     |
| 4.      | Słowenia  | 0 | 0 | 2 | 2                     |
| 5.      | Finlandia | 0 | 0 | 1 | 1                     |